# Libéral Bruand
Pour les articles homonymes, voir Bruant (homonymie).

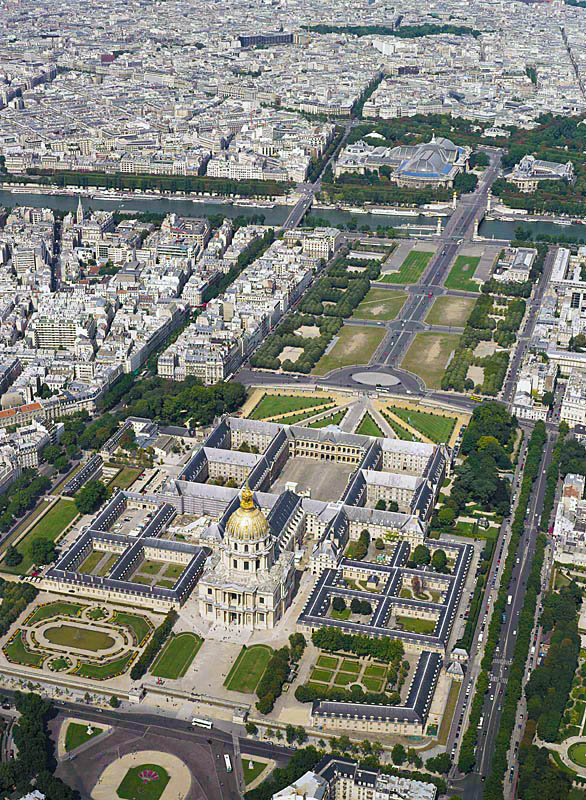
Vue aérienne de l'hôtel des Invalides.

Libéral Bruand ou fréquemment écrit Bruant (Paris, vers 1636 – Paris, 22 novembre 1697) est un architecte français, l'un des représentants majeurs du « classicisme français ».

## Biographie
Issu d'une longue lignée d'architectes (XVIe siècle-XVIIIe siècle), il est le fils de Sébastien Bruant (1602 – Paris, 31 mai 1670), architecte et maître général de charpenterie du roi, et de Barbe Biard (25/12/1599 à Paris – Paris, 16 janvier 1667) fille de Pierre Biard l'aîné (1559-1609) sculpteur et architecte, surintendant des bâtiments du Roi en 1592, il exécuta le mausolée du duc et de la duchesse d'Epernon à Saint-Blaise de Cadillac et il décora le jubé de Saint-Etienne du Mont.
Il est le frère cadet de Jacques Bruant, qui édifia notamment (en 1655) le pavillon d'entrée de la maison commune de la corporation des Drapiers, 11 rue des Déchargeurs (détruit à l'exception de la façade, remontée au musée Carnavalet).
Élève de l'architecte François Blondel, en 1663 il devient architecte du roi puis hérite de la charge de son père et devient maître général des œuvres de charpenterie du royaume en 1670. À ce titre il conduit principalement des chantiers de travaux publics dans une ville de Paris, tout comme Versailles, en pleine transformation immobilière et architecturale (quartier du Marais notamment). Il figure dans les comptes des bâtiments du règne de Louis XIV de 1671 à 1680 pour 1 600 livres annuelles et recevait en outre 500 livres comme architecte du roi. Auprès de Colbert, Libéral Bruant exerce de 1669 à 1695 la charge d'« ingénieur des Ponts et Chaussées de France », pour les généralités de Paris, Soissons et Amiens.
Maître d’œuvre de la basilique Notre-Dame-des-Victoires, il se lie au duc d'York, cousin germain de Louis XIV et futur Jacques II d'Angleterre, pour qui il conçoit en 1662 les plans du château de Richmond en Angleterre.
En 1663 Bruant épouse Catherine Noblet, fille de Michel Noblet, maître des œuvres et garde des fontaines publiques de Paris, et de Catherine Villedo, troisième fille de Michel Villedo, maçon originaire de la Creuse qui est devenu conseiller et architecte des bâtiments du roi Louis XIV. Le couple aura dix enfants dont deux fils qui arrivent à l'âge adulte, Michel-Libéral, l'aîné (né le 7 novembre 1663 et mort en 1725) architecte, et François, le cadet (né le 22 juillet 1679 et décédé en 1732, qui sera admis en 1706 à l'Académie d'architecture dont il sera un des professeurs).
En 1666 il reconstruit l'hôtel Vendôme (aujourd'hui détruit) et achève la transformation de l'hôtel d'Aumont (rue de Jouy) pour le duc et la duchesse d'Aumont (dont la construction avait été assurée par Michel Villedo).
Comme nombre d'architectes de cette époque d'intenses transformations urbaines, Libéral Bruant exerce à la fois l'activité d'architecte et un rôle d'entrepreneur engagé dans des opérations de promotion immobilière à l'occasion de la rénovation d'un quartier. Le 11 mars 1666 il acquiert avec son beau-père Michel Noblet un terrain clos de murs situé à l'angle de la rue des Minimes et de la rue Neuve Saint-Louis (aujourd'hui au 34 rue de Turenne). Bruant et Noblet décident d'élever sur ce terrain deux maisons attenantes l'une l'autre où ils résideront. Le chantier se déroule du 22 mars 1666 au 2 juillet 1667. C'est dans la maison qui se trouve sur la rue Neuve Saint-Louis que réside Bruant (son beau-père occupant la maison située à l'angle de la rue des Minimes). Il y demeurera, y compris après la construction de l'hôtel voisin dit Hôtel Libéral Bruant, et continuera à l'aménager (avec en 1690 la pose d'un balcon aujourd'hui disparu).
En 1669 il établit les plans et dessins puis conduit (en collaboration avec Louis Le Vau) les travaux de l'hôpital des mendiants de la Salpêtrière où il édifie la chapelle. Il reprend la construction de l'église des Petits-Pères après la mort de Le Muet (cette église sera achevée par Carlaud).
Sélectionné par Louis XIV parmi huit projets, il conçoit les plans et conduit sur un vaste terrain de dix hectares les travaux de l'hôtel des Invalides de 1670 à 1676. La première pierre de l’hôtel des Invalides est posée le 30 novembre 1671. Le plan en grille évoque le palais-monastère de l'Escorial en Espagne, tandis que les vastes cours à arcades sont conçues pour permettre les exercices des soldats. La même année Bruant établit les premiers plans de la place Vendôme et en commence les travaux (mais ceux-ci seront repris en 1685 par Mansart qui les modifiera profondément). Il conduit, entre 1676 et 1680, en collaboration avec Pierre-Nicolas Delespine, le projet de transformation du Grand-Châtelet où Louis XIV a décidé de regrouper les cours de justice. Bruant construit au 11 rue Saint-Dominique l'ancien hôtel Matignon (distinct de l'actuelle résidence du Premier Ministre, rue de Varenne).
Il rejoint l'Académie royale d'architecture dont il est l'un des huit membres fondateurs en 1671 avec François Blondel, premier directeur de l'Académie, François Le Vau, Daniel Gittard, Antoine Lepautre, Pierre Mignard et François II d'Orbay, Claude Perrault puis en 1678 Jules Hardouin-Mansart. À partir de ce moment il ne reçoit plus de grandes commandes publiques, et se consacre à la réalisation de villas aristocratiques et hôtels particuliers à Paris et Versailles.
Il construit à nouveau sa demeure, entre 1683 et 1685, non loin de la rue de Turenne, qui deviendra l'hôtel Libéral Bruant, situé au 1 rue de La Perle, près de la place de Thorigny. Cette réalisation s'inscrit dans le cadre d'une plus vaste opération de restructuration immobilière couvrant la zone du 1 au 11 rue de la Perle, opération qu'il réalise avec son frère Louis et un notaire.
En 1694 on lui doit encore la reconstruction de l'église paroissiale Saint-Denys à Vaucresson près de Paris, en collaboration avec le maçon Geoffroy Maillard (l'église sera de nouveau démolie puis reconstruite en 1770).
Il fut le professeur de Jules Hardouin-Mansart lequel est choisi par François Michel Le Tellier de Louvois (celui-ci voit en Bruant un protégé de son rival Jean-Baptiste Colbert) pour achever les travaux de l'église et du dôme des Invalides.
Il est l'auteur d'un ouvrage : Visite des ponts de Seine, Yonne, Armançon et autres, faîte en 1684 par le sieur Bruant, avec les plans dessinés par Pierre Bruant son neveu.
Libéral Bruant mourut le 22 novembre 1697 « âgé de soixante ans ou environ », dans le Marais, rue Saint-Louis où était situé son hôtel particulier. Il fut enterré le 23 novembre, dans le charnier de Saint-Paul. Son acte de décès mentionne ses titres « d'escuyer, conseiller, secrétaire du roi, et architecte ordinaire des bâtiments de Sa Majesté ».

### Famille
- Sébastien Bruant (ou Bruand) (1602 - Paris, 3 mai 1670, maître général des bâtiments du roi, ponts et chaussées de France, marié à Barbe Biard (25 décembre 1599 – Paris 16 janvier 1667), fille de Pierre Biard l'Aîné, surintendant des bâtiments du Roi, et sœur de Pierre II Biard. Sébastien Bruant exploitait un chantier à bois sur une parcelle achetée par Pierre Aubert de Fontenay pour y faire bâtir, de 1657 à 1660, son hôtel particulier dit hôtel Salé[10]. Michel Villedo travaille souvent avec lui pour les œuvres de charpenterie ;
  - Jacques Bruand (1620 – 7 septembre 1664)[11],[12],[13], architecte de Gaston, duc d’Orléans et architecte du Roi, marié vers 1650 avec Marie Dublet dont il a eu neuf enfants. Il était lié au financier Everhard Jabach qui a été le parrain d'un de ses fils et pour lequel il a fait un projet de maison. Il a fait le portail de la Maison des drapiers qui a été remontée au musée Carnavalet. ;
    - Jacques II Bruand[14] (22 octobre 1663 – 1752), architecte[15]. Michel Gallet, dans Les architectes parisiens du XVIIIe siècle, écrit, page 100, qu'il est difficile de distinguer ce qui revient à Jacques II ou à ses cousins, Michel-Libéral et François. Il est aussi appelé Jacques-Libéral Bruand car il est le filleul de Libéral Bruand. Il est à l'Académie de France à Rome en 1683 où son directeur, Charles Errard, s'en plaint à Jean-Baptiste Colbert qui lui demande de le renvoyer de l'académie[16] ;

  - Libéral Bruand (Paris, vers 1636 – Paris, 22 novembre 1697), marié vers 1661 avec Catherine Noblet, fille de Michel Noblet, maître des œuvres de la ville de Paris et garde des fontaines de la ville, dont il a eu dix enfants :
    - Michel-Libéral Bruand (7 novembre 1663 – 1725) dont le parrain est Michel Villedo. Il est architecte ;
    - François Bruand (Paris, 22 juillet 1679 – 1732), architecte, membre de l'Académie royale d'architecture en 1699, marié en 1705, architecte de première classe en 1706[17], professeur en 1728, démissionne en 1730[18]. Il est peut-être le Bruand ayant construit l'hôtel de Belle-Isle pour le maréchal de Belle-Isle, en 1721.

## Œuvre
Libéral Bruant, par l'ensemble de son œuvre, comme par ses interventions à l'Académie royale d'architecture, fut un des principaux architectes du règne de Louis XIV, apprécié de la Cour pour sa maîtrise technique comme le montrent ses nombreuses commandes publiques, comme des aristocrates et bourgeois fortunés qui à Paris et à Versailles firent appel à lui pour leurs demeures. Il constitue également un exemple caractéristique de la double activité d'architecte-entrepreneur et de promoteur immobilier fréquente en cette époque de grandes transformations de l'urbanisme. Il contribuera à créer la typologie de la « maison de maître » en la dotant de nombreuses innovations techniques et distributives caractéristiques des hôtels particuliers du XVIIe siècle. Enfin, avec ses pairs fondateurs de l'Académie il constitue l'un des représentants majeurs du classicisme français, à travers une architecture dépouillée, visant la sobriété de l'ornement et la commodité dans une harmonie mathématique.[réf. souhaitée]

### Principales réalisations
- Hôpital de la Salpêtrière, à Paris ;
- château de Richmond, en Angleterre, pour le duc d'York ;
- hôtel des Invalides, à Paris (dont l'église est conçue par Jules Hardouin-Mansart) ;
- hôtel Libéral Bruant, à Paris[19] ;
- basilique Notre-Dame-des-Victoires, à Paris.